# Elf al Crăciunului

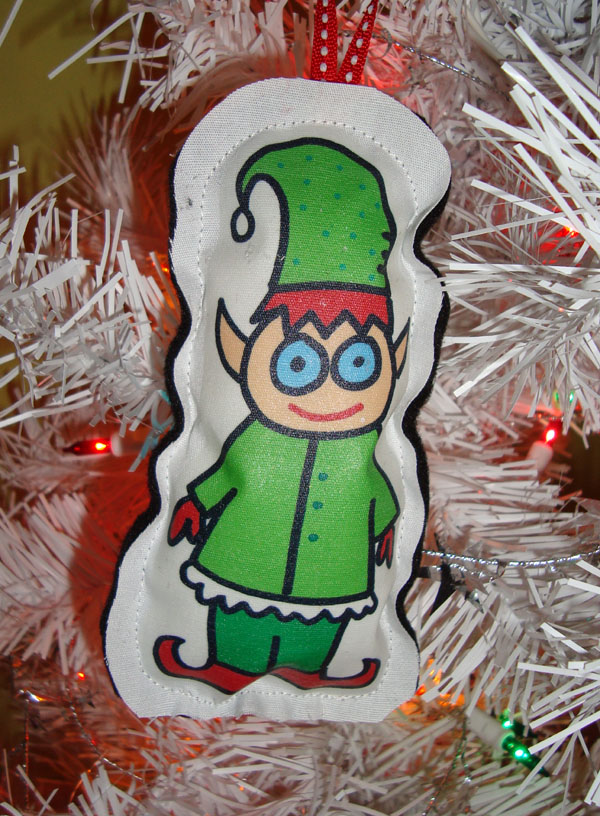
Reprezentare modernă a unui elf de Crăciun pe o decorațiune de Crăciun

În folclorul american, un elf de Crăciun sau spiriduș este o mică creatură (elf) care locuiește împreună cu Moș Crăciun la Polul Nord. Elfii de Crăciun sunt adesea descriși ca având urechi ascuțite de culoare verde sau roșie, nasuri lungi și pălării ascuțite. Elfii de Crăciun fac jucării în atelierul lui Moș Crăciun și au grijă de renii acestuia, printre alte sarcini.
Ei au fost introduși pentru prima dată de către Louisa May Alcott în 1856. Personajul Moș Crăciun este oarecum mai vechi, apărând în folclorul american la începutul secolului al XIX-lea dintr-un amalgam de diverse tradiții europene de Crăciun, în special din englezescul Tatăl Crăciun și olandezul Sinterklaas. Asocierea cadourilor de Crăciun cu elfii are precedente în prima jumătate a secolului al XIX-lea cu Tomte în Scandinavia, și Tatăl Crăciun însuși a fost identificat ca fiind un elf în "A Visit from St. Nicholas" (1823) ("O vizită de la Sf. Nicolae").